# Anchenoncourt-et-Chazel
Anchenoncourt-et-Chazel is een gemeente in het Franse departement Haute-Saône (regio Bourgogne-Franche-Comté) en telt 235 inwoners (2011). De plaats maakt deel uit van het arrondissement Vesoul.

## Geografie
De oppervlakte van Anchenoncourt-et-Chazel bedraagt 14,1 km², de bevolkingsdichtheid is 16,7 inwoners per km².
De onderstaande kaart toont de ligging van Anchenoncourt-et-Chazel met de belangrijkste infrastructuur en aangrenzende gemeenten.

## Demografie
Onderstaande figuur toont het verloop van het inwonertal (bron: INSEE-tellingen).